# Bridge Resource Management
 (octobre 2010).
Si vous disposez d'ouvrages ou d'articles de référence ou si vous connaissez des sites web de qualité traitant du thème abordé ici, merci de compléter l'article en donnant les références utiles à sa vérifiabilité et en les liant à la section « Notes et références ».
Pour les articles homonymes, voir BRM.

Le Bridge Resource Management (BRM) ou Gestion des ressources à la passerelle  est une formation destinée aux gens de mer et visant à réduire les risques d'accidents en aidant l'équipage à anticiper et à réagir correctement les différentes évolutions du navire.

## Introduction
La faiblesse dans l'organisation de la passerelle d'un navire ou la gestion des ressources humaines sont souvent citées comme une source des accidents en mer.

## Les sources d'informations
Les sources d'informations à gérer sont nombreuses :
- équipements électroniques (radar, sondeur, GPS/DGPS, ARPA, gyrocompas)
- cartes et documentation nautique
- environnement (marées, courants, vents)
- cartes électroniques (ECDIS)
- Vessel Traffic Services (VTS)
- Passage plan
- AIS
- Navtex
- communications internes et externes
- le pilote
- le personnel pont (commandant, commandant en second, barreur, veilleur...)